# 1975年香港
|        | 香港歷史 \| 香港歷史年表                                                                                                   |
| 世紀： | 19世紀香港 \| 20世紀香港 \| 21世紀香港                                                                                     |
| 年代： | 1940年代香港 \| 1950年代香港 \| 1960年代香港 \| 1970年代香港 \| 1980年代香港 \| 1990年代香港 \| 2000年代香港               |
| 年份： | 1971年香港 \| 1972年香港 \| 1973年香港 \| 1974年香港 \| 1975年香港 \| 1976年香港 \| 1977年香港 \| 1978年香港 \| 1979年香港 |
| 紀年： | 乙卯年（兔年）、香港開埠134周年、香港重光30周年                                                                            |

## 政府

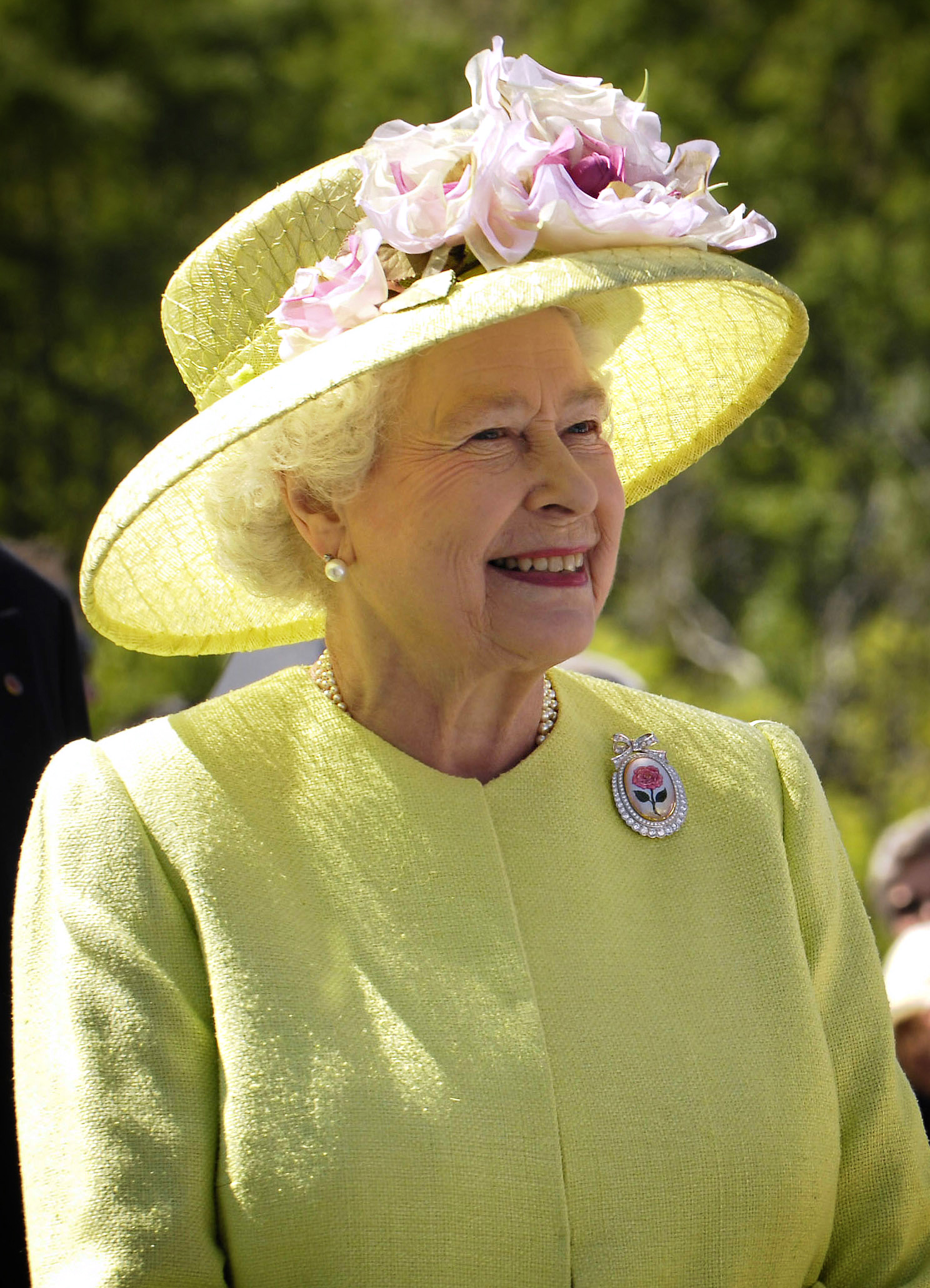
英国君主：伊丽莎白二世
輔政司：羅弼時

## 大事記
- 1月7日，廉政公署拘捕葛柏。
- 1月19日，尖沙咀彌敦道英皇珠寶行被劫去二百卡鑽石及二十多萬現金。[1]
- 1月21日，
  - 恒生銀行灣仔菲林明道分行被放炸彈勒索五十萬元。[2]
  - 延文禮士道一名電單車警員被私家車撞倒並鳴槍兩下。[3]
- 1月22日，銅鑼灣百德新街華登大廈10樓C座發生三級火。[4]
- 1月26日
  - 香港島金鐘道通車。
  - 麥當勞漢堡飽餐廳於香港首間分店開幕，分店設於銅鑼灣百德新街4號地下。[5]
- 2月，涉及嚴重貪污的前警司葛柏被判入獄四年。
- 3月8日，
  - 大埔康樂園附近手袋廠發生三級大火五間廠房被燬。[6]
  - 觀塘協和街建德大廈發生九屍十命滅門縱火案。[7][8][9]
- 3月10日，尖沙咀覺士道警匪駁火連開十六槍。[10]
- 3月11日，深水埗福華街信泰大廈4號4樓發生劫殺案。[11]
- 3月27日，大角咀大同新邨大全街32號大貴樓4樓發生2尼姑及15個月大女嬰三屍案。[12]
- 3月30日，一名男子於德輔道西被六人圍毆至死，及後棄屍於銅鑼灣蓮花宮山。
- 3月31日，一對家住屯門萬成大廈五樓A座小姊弟在屯門墟新填地發現被勒死。
- 4月，位於何文田的公共屋邨——愛民邨落成
- 4月27日，坪洲東灣浮屍案。
- 4月29日，休班女輔警劉靈仙與男友徐振偉在蘇屋邨石竹樓後的山坡散步談情遇幪面賊，之後女輔警遭姦殺棄屍山坡。
- 5月4日，伊利沙伯二世與王夫愛丁堡公爵首次到香港訪問，這是英國在位君主第一次到香港訪問。
- 6月5日，
  - 數名匪徒趁解款員押款至長沙灣永康街百老匯製衣廠時，開槍射殺三名解款員，並奪去款項。
  - 尖沙咀溫莎大廈女裸屍案
- 6月15日，堅尼地城觀龍樓兇案十餘大漢持刀追斬兩青少年一死一傷。[13]
- 6月27日，一名丈夫在旺角先施大廈3樓208室被妻子謀財害命，夥同姦夫殺丈夫騙保險金。
- 8月4日，牛頭角下邨第三座3樓走廊發生劫殺案，1名外圍狗賭檔收銀員被人槍殺。[14]
- 8月5日，一輛恒生銀行解款車在紅磡被搶劫，失款700萬元。
- 8月13日，1輛警車於青山道撞山爆炸，造成1死3傷。[15]
- 8月22日，
  - 牛頭角下邨第九座2樓140室灶底藏屍案。[16]
  - 1輛警車於荔枝角追截電單車時失控造成1死2傷。[17]
- 9月2日，美孚新邨日婦艷屍案[18]
- 9月7日，佳藝電視啟播[19]
- 9月，建造業訓練委員會成立。
- 9月9日，旺角新興大厦後樓梯發現下體裸露女屍。[20]
- 10月14日，颱風愛茜正面襲港，皇家香港天文台懸掛十號風球，46人受傷，亦成為歷來最遲懸掛的十號風球。
- 10月20日，瑪嘉烈醫院啓用開始收容病人。[21]
- 10月31日，中四男生與兩名友人在爹核士街吉席街交界與工程店店舖老闆父子及數名男子爆發口角，繼而變成武鬥。同行的兩名友人成功逃脫，但男生卻遭人圍毆重傷，送院搶救至翌日不治。
- 10月，16人飲用有毒甲醇酒先後不治[22]，疑兇於1976年1月落網[23]，被控誤殺罪。
- 11月30日，九廣鐵路英段（現稱港鐵東鐵綫）總站由尖沙咀遷往紅磡。
- 12月14日，一道極強冷鋒橫掃香港，市區於早上7至9時錄得攝氏僅4.3度，成為香港天文台自1883年成立至今的12月份最低溫記錄，香港最高山大帽山更急降至零下4度，新界廣泛地區接獲降雪報告[24]，山上植物均大面積結冰或結霜，為香港迄今最後一次所錄得的降雪紀錄，柴灣道安置區木屋一名年約50餘歲男子在低溫下凍斃，澳門則降至2.4度並有4人在寒風下斃命。[25]

### 節慶
下列節慶，如無註明，均是香港的公眾假期，同時亦是法定假日（俗稱勞工假期）。有 # 號者，不是公眾假期或法定假日（除非適逢星期日或其它假期），但在商業炒作下，市面上有一定節慶氣氛，傳媒亦對其活動有所報導。詳情可參看香港節日與公眾假期。
- 1月1日（星期三）：元旦（根據法定假日放假的機構，或會冬至放假，元旦不放假）
- 2月11日（星期二）：農曆年初一
- 2月12日（星期三）：農曆年初二（根據法定假日放假的機構，或會農曆年初二放假，年初一之前一日不放假）
- 2月13日（星期四）：農曆年初三（是公眾假期，但不是法定假日）
- 3月28日（星期五）：耶穌受難節（是公眾假期，但不是法定假日）
- 3月29日（星期六）：耶穌受難節翌日（是公眾假期，但不是法定假日）
- 3月31日（星期一）：復活節星期一（是公眾假期，但不是法定假日）
- 4月4日（星期五）：兒童節 #
- 4月5日（星期六）：清明節
- 4月21日（星期一）：英女皇壽辰（是公眾假期，但不是法定假日）
- 6月14日（星期六）：端午節
- 7月1日（星期二）：7月份第一個周日（是公眾假期，但不是法定假日）
- 8月4日（星期一）：8月份第一個星期一（是公眾假期，但不是法定假日）
- 8月25日（星期一）：8月份最後一個星期一為重光紀念日（是公眾假期，但不是法定假日）
- 9月20日（星期六）：中秋節 #
- 9月22日（星期一）：中秋節後第二日（補9月21日）
- 10月13日（星期一）：重陽節（是公眾假期，但不是法定假日）
- 10月31日（星期五）：萬聖夜 #
- 12月22日（星期一）：冬至（是法定假日，但不是公眾假期，根據法定假日放假的機構，或會元旦放假，冬至不放假。部份機構或會提早下班）
- 12月24日（星期三）：平安夜#（不是公眾假期或法定假日，但部份機構或會提早下班或放假一天）
- 12月25日（星期四）：聖誕節（是公眾假期，但不是法定假日）
- 12月26日（星期五）：聖誕節後第一個周日（是公眾假期，但不是法定假日）
- 12月31日（星期三）：公曆除夕# （不是公眾假期或法定假日，但部份機構或會提早下班或放假一天）

## 出生人物
- 3月7日，李靜，香港退役男子乒乓球選手。
- 9月14日，伍家謙，香港體育記者